# Serce jest szalone
Serce jest szalone (hindi Dil To Pagal Hai / दिल तो पागल है; urdu دِل تو پاگل ,Dil to pāgal hai, ang. The Heart Is Crazy) – bollywoodzki komediodramat wyreżyserowany w 1997 roku przez Yasha Choprę ze sławami kina indyjskiego w rolach głównych (Shah Rukh Khan, Madhuri Dixit i Karisma Kapoor). Film został odznaczony 8 nagrodami znanej indyjskiej Nagrody Filmfare. Jego tematem jest tworzenie pełnego śpiewu i tańca przedstawienia teatralnego. Na tym tle rozgrywają się historie kilku miłości wzajemnych i nieodwzajemnionych.

## Opis
Młody tancerz i reżyser teatralny Rahul (Shah Rukh Khan) jest tak pochłonięty sztuką, że nie zauważa miłości, którą od lat darzy go jego partnerka w tańcu. Nisha (Karisma Kapoor) skrycie kochając Rahula podtrzymuje jego złudzenie, że oboje są tylko parą przyjaciół. Sam Rahul nie wierzy ani w miłość ani w małżeństwo. W marzeniach tylko tęskni za wymyślonym przez siebie obrazem Mai, pragnie o niej zrobić przedstawienie. Gdy Nisha ma kłopot z nogą i nie może tańczyć, Rahul znajduje na jej miejsce Pooję (Madhuri Dixit) – nieśmiałą, wrażliwą dziewczynę, która wierzy, iż każdy ma gdzieś do odnalezienia kogoś, kto jest dopełnieniem jego serca, jego przeznaczeniem. Wbrew tej wierze Pooja jest zaręczona ze swoim przyjacielem z dzieciństwa, w którego domu po utracie rodziców się wychowywała. Czy rzeczywiście ktoś jest nam w życiu przeznaczony i czy można się z tym kimś rozminąć?

## Obsada
- Shah Rukh Khan – Rahul
- Madhuri Dixit – Pooja
- Karisma Kapoor – Nisha
- Akshay Kumar – Ajay (gościnny występ)
- Farida Jalal – ciotka Poojy
- Yash Chopra – gra siebie

## O twórcach filmu
1. Reżyser: Yash Chopra – 1976 Kabhi Kabhie, 1981 Silsila, 1988 Vijay, 1991 Lamhe, 1992 Parampara, 1993 Darr, 2004 Veer-Zaara
2. Producent: Aday Chopra i Yash Chopra – 2004 Dhoom, Hum Tum, 2005 Bunty i Babli, 2006 Salaam Namaste, Dhoom 2, Fanaa i Kabul Express
3. Muzyka: Uttam Singh – Ogrodnik 2003, z Aadesh Shrivastava, The Hero: Love Story of a Spy 2003, Pinjar 2003, Farz 2001
4. Teksty piosenek: Anand Baksh
5. Zdjęcia: Manmohan Singh- muzyk
6. Scenariusz: Yash Chopra i Adiya Chopra

## Piosenki
- „Ley Gayi” („Mujhko Huyi Na Kabar”) – Asha Bhosle
- „Ek Duje Ke Vaaste” – Harharan i Lata Mangeshkar
- „Bholi Si Surat” – Udit Narayan i Lata Mangeshkar
- „Pyar Kar” – Udit Narayan i Lata Mangeshkar
- „Dil To Pagal Hai” – Udit Narayan i Lata Mangeshkar
- „Kol Ladki Hai” – Udit Narayan i Lata Mangeshkar
- „Aae Re Are” – Udit Narayan i Lata Mangeshkar
- „Dholna” – Udit Narayan i Lata Mangeshkar

## Nagrody i nominacje

### Nagroda Filmfare1998
- Nagroda Filmfare dla Najlepszego Filmu
- Nagroda Filmfare dla Najlepszego Aktora – Shah Rukh Khan
- Nagroda Filmfare dla Najlepszej Aktorki – Madhuri Dixit
- Nagroda Filmfare dla Najlepszej Aktorki Drugoplanowej – Karisma Kapoor
- Nagroda Filmfare dla Najlepszego Reżysera artystycznego – Sharmishta Roy
- Nagroda Filmfare za Najlepsze Dialogi – Aditya Chopra
- Nagroda Filmfare za Najlepszą Muzykę – Uttam Singh
- Nagroda Filmfare za Najlepszą Choreografię – Shiamak Davar
- nominacja do nagrody dla najlepszego reżysera – Yash Chopra
- nominacja do nagrody dla najlepszego aktora drugoplanowego – Akshay Kumar
- nominacja do nagrody za najlepszy tekst piosenki „Bholi Si Surat” – Anand Bakshi
- nominacja do nagrody dla najlepszego solisty- Udit Narayan za piosenkę „ Dil To Pagal Hai"

### National Awards1998
- Najlepsza Aktorka Drugoplanowa(Karisma Kapoor)
- Najlepsza Choreografia (Shiamak Davar)

### Nagroda Zee Cine
- Shah Rukh Khan – nagroda dla najlepszego aktora

## Dalsze informacje
- Shah Rukh Khan otrzymał Nagrodę Filmfare dla Najlepszego Aktora jak i w innych latach m.in. z samym sobą (nominowany za rolę w filmie Yes Boss)
- Reżyser Yash Chopra i Shah Rukh Khan stworzyli 4 lata wcześniej film Darr. Także debiut syna Yasha Aditya Chopra – Żona dla zuchwałych stał się powodem rozgłosu dla Shah Rukh Khana. Siedem lat potem Yash Chopra i Shah Rukh Khan wyprodukowali razem film Veer-Zaara.
- Do swego filmu reżyser nie wziął do głównej roli kobiecej kojarzonej wówczas w parze z Shah Rukh Khan Kajol, ale Madhuri Dixit, o której w Pakistanie z zachwytem żartują nawiązując do konfliktu z Indiami o Kaszmir: „Dajcie nam Madhuri Dixit i możecie sobie zabrać Kaszmir” (cytat także z filmu Kabul Express z 2006). To trzeci jej występ z Shah Rukh Khanem (Anjaam 1997, Koyla 1997). Potem wystąpią jeszcze razem w 2002 roku w Devdas, Hum Tumhare Hain Sanam i w Gaja Gamini.
- Piosenka „Dil To Pagal Hai” była nagrywana w Niemczech w Europa Park w Rust. Fragmenty filmu kręcono też w Baden-Baden.
- Karisma Kapoor zagrała z Shah Rukh Khanem w 2002 roku w filmie Shakti: the Power.